# Igreja Matriz da Louriceira
A Igreja Matriz da Louriceira ou Igreja de Nossa Senhora da Conceição, situa-se em Louriceira, na atual freguesia de Malhou, Louriceira e Espinheiro, no município de Alcanena. Imóvel de grande interesse histórico e cultural, talvez com as suas origens em 1151, embora a actual construção, date do século XVI. Foi classificada como Imóvel de Interesse Público em 1996.
É de invocação de N. Sra. Da Conceição, de tipo manuelino, alterado posteriormente, tem empena de bico ladeado por uma torre baixa de base quadrangular de feição quinhentista.
Interiormente o templo é revestido por azulejos azuis e brancos do séc. XVII, que anteriormente o deviam revestir totalmente. O baptistério e a capela-mor têm também decoração cerâmica, que cobre ainda os vãos da abóbada.
Nas paredes da igreja podem ver-se quadros de Nossa Senhora da Conceição, Adoração dos Magos, Nossa Senhora do Rosário, Fuga para o Egipto, Baptismo de Cristo, S. João Baptista, Nossa Senhora da Mãe e dos Homens e Santa Maria Madalena que se encontram embutidos no revestimento cerâmicos e têm molduras tipo “rendas”.
No pavimento da capela-mor há uma lápide sepulcral digna de referência com um leão no escudo e o epitáfio semi-apagado, em que diz serem jacentes Lopo Dias Fayn, fidalgo da casa d’El Rey falecido em 20 de Janeiro de 1560 e sua mulher.